# Geoffrey Kibet
Geoffrey Kibet (ur. 5 czerwca 1990) – kenijski lekkoatleta specjalizujący się w biegach średnich.
Dwa duże międzynarodowe sukcesy w biegu na 800 metrów osiągnął zostając w 2007 mistrzem świata juniorów młodszych i w 2008 wicemistrzem świata juniorów.
Rekordy życiowe w biegu na 800 metrów: stadion – 1:46,23 (11 lipca 2008, Bydgoszcz); hala – 1:49,21 (13 lutego 2009, Düsseldorf).

## Osiągnięcia
| Rok  | Impreza                               | Miejsce   | Lokata     | Wynik   |
| ---- | ------------------------------------- | --------- | ---------- | ------- |
| 2007 | Mistrzostwa świata juniorów młodszych | Ostrawa   | 1. miejsce | 1:49,99 |
| 2008 | Mistrzostwa świata juniorów           | Bydgoszcz | 2. miejsce | 1:46,23 |